# Synagoge (Dromersheim)
Die Synagoge in Dromersheim im rheinland-pfälzischen Landkreis Mainz-Bingen wurde 1852 in der Untergasse 4a errichtet und bis Anfang des 20. Jahrhunderts genutzt. Im Jahr 1998 wurde das leerstehende Gebäude abgerissen.

## Synagoge
Die Synagoge wurde 1852 in einem Wohnhaus aus dem 18. Jahrhundert in der Untergasse 4a errichtet. Bei dem Gebäude handelte es sich um einen Barockbau, dessen Obergeschoss in Fachwerkbauweise ausgeführt war. Vermutlich bereits vor dem Ersten Weltkrieg wurde die Synagoge aufgegeben, da das, für die Durchführung des Gottesdienstes, benötigte Minjan nicht mehr erreicht wurde. Nach dem  Zweiten Weltkrieg wurde es als Wohnhaus genutzt und stand dann leer. Im Jahr 1998 wurde das Gebäude abgerissen. Dabei spielte wohl auch eine Rolle, dass die durchaus denkmalwürdige Bedeutung als ehemalige Synagoge nicht bekannt war.

## Jüdische Gemeinde Dromersheim
Die Wurzeln der jüdische Gemeinde gehen ins 18. Jahrhundert zurück. Sie bestand bis ca. 1938. Sie gehörte zum Rabbinat Bingen. Ab dem Beginn des 19. Jahrhunderts stieg die Zahl der Gemeindemitglieder an und erreichte 1861 ihren höchsten Stand. Ab der Mitte des 19. Jahrhunderts kam es zu Aus- und Abwanderungen, vorwiegend in die Vereinigten Staaten und im Zuge der fortschreitenden Industrialisierung in die größeren Städte. 1933 wanderten drei der noch verbliebenen vier jüdischen Familien in die Vereinigten Staaten aus. Die Toten wurden auf dem jüdischen Friedhof Dromersheim beigesetzt. Die Gemeinde verfügte über eine Religionsschule und über eine Mikwe.

### Entwicklung der Einwohnerzahl
| Jahr      | Juden | Jüdische Familien | Bemerkung |
| --------- | ----- | ----------------- | --------- |
| 1722      |       | 2                 |           |
| 1804      | 18    |                   |           |
| 1828      | 40    |                   |           |
| 1861      | 42    |                   |           |
| 1880      | 19    |                   |           |
| 1900      | 26    |                   |           |
| 1910      | 22    |                   |           |
| 1931/1932 | 13    |                   |           |
| 1933      | 12    | 4                 |           |

Quelle: alemannia-judaica.de; jüdische-gemeinden.de; „… und dies ist die Pforte des Himmels“

### Opfer des Holocaust
Das Gedenkbuch – Opfer der Verfolgung der Juden unter der nationalsozialistischen Gewaltherrschaft 1933–1945 und die Zentrale Datenbank der Namen der Holocaustopfer von Yad Vashem führen 4 Mitglieder der jüdischen Gemeinschaft Dromersheim (die dort geboren wurden oder zeitweise lebten) auf, die während der Zeit des Nationalsozialismus ermordet wurden.
| Name     | Vorname          | Todeszeitpunkt    | Alter     | Ort des Todes               | Bemerkung                                                                          | Quellen |
| -------- | ---------------- | ----------------- | --------- | --------------------------- | ---------------------------------------------------------------------------------- | --- |
| Braun    | Karoline         | unbekannt         | unbekannt | Vernichtungslager Treblinka | Deportation ab Darmstadt am 30. September 1942 nach Vernichtungslager Treblinka    | Yad Vashem (Datenbank, Datensatz Nr. 11479684) / Gedenkbuch für die Opfer der NS-Judenverfolgung in Deutschland                 |
| Kahn     | Elisabeth (Else) | unbekannt         | unbekannt | Ghetto Piaski               | Deportation ab am nach Ghetto Piaski                                               | Yad Vashem (Datenbank, Datensatz Nr. 11534509 und Nr. 800819) / Gedenkbuch für die Opfer der NS-Judenverfolgung in Deutschland  |
| Nathan   | Julie            | 25. Dezember 1942 | 75 Jahre  | Ghetto Theresienstadt       | Deportation von Frankfurt a. Main im Jahr 1942                                     | Yad Vashem (Datenbank, Datensatz Nr. 11599028) / Gedenkbuch für die Opfer der NS-Judenverfolgung in Deutschland                 |
| Saalberg | Erna Charlotte   | unbekannt         | unbekannt | Ghetto Theresienstadt       | 1942 nach Polen deportiert. Am 4. März 1943 nach Ghetto Theresienstadt deportiert. | Yad Vashem (Datenbank, Datensatz Nr. 11564668 und Nr. 6701900) / Gedenkbuch für die Opfer der NS-Judenverfolgung in Deutschland |